# Jewhen Bezzubko
Jewhen Mykołajowycz Bezzubko, ukr. Євген Миколайович Беззубко (ur. 25 grudnia 1971 w Tarnopolu) – ukraiński piłkarz, grający na pozycji pomocnika.

## Kariera piłkarska

### Kariera klubowa
Wychowanek Szkoły Piłkarskiej w Tarnopolu. Pierwszy trener M.Zawalniuk. Po zakończeniu służby wojskowej w 1992 rozpoczął karierę piłkarską w amatorskim zespole Zoria Chorostków. Na początku 1994 przeszedł do innego amatorskiego zespołu Łysonia Brzeżany. Latem 1994 został zaproszony do pierwszoligowej Nywy Tarnopol, skąd jesienią 1995 został wypożyczony do Krystału Czortków. Latem 1996 wyjechał do Mołdawii, gdzie zasilił skład Nistru Otaci. Jesienią 1997 powrócił do Zorii Chorostków. Na początku 1999 wyjechał do Kazachstanu, gdzie bronił barw klubów Tobył Kostanaj i Kajsar Kyzyłorda. W 2001 zakończył karierę piłkarską, po czym powrócił do Ukrainy, gdzie występował w amatorskich zespołach, m.in. CzTEI Czerniowce i Iskra-Podilla Teofipol.

## Sukcesy i odznaczenia

### Sukcesy klubowe
- finalista Pucharu Mołdawii: 1997